# Stellaire des bois
Stellaria nemorum
Espèce
Classification phylogénétique
La Stellaire des bois (Stellaria nemorum), également appelée Stellaire des forêts, est une plante herbacée vivace de la famille des Caryophyllacées.

## Description
- Hauteur : 30-70 cm

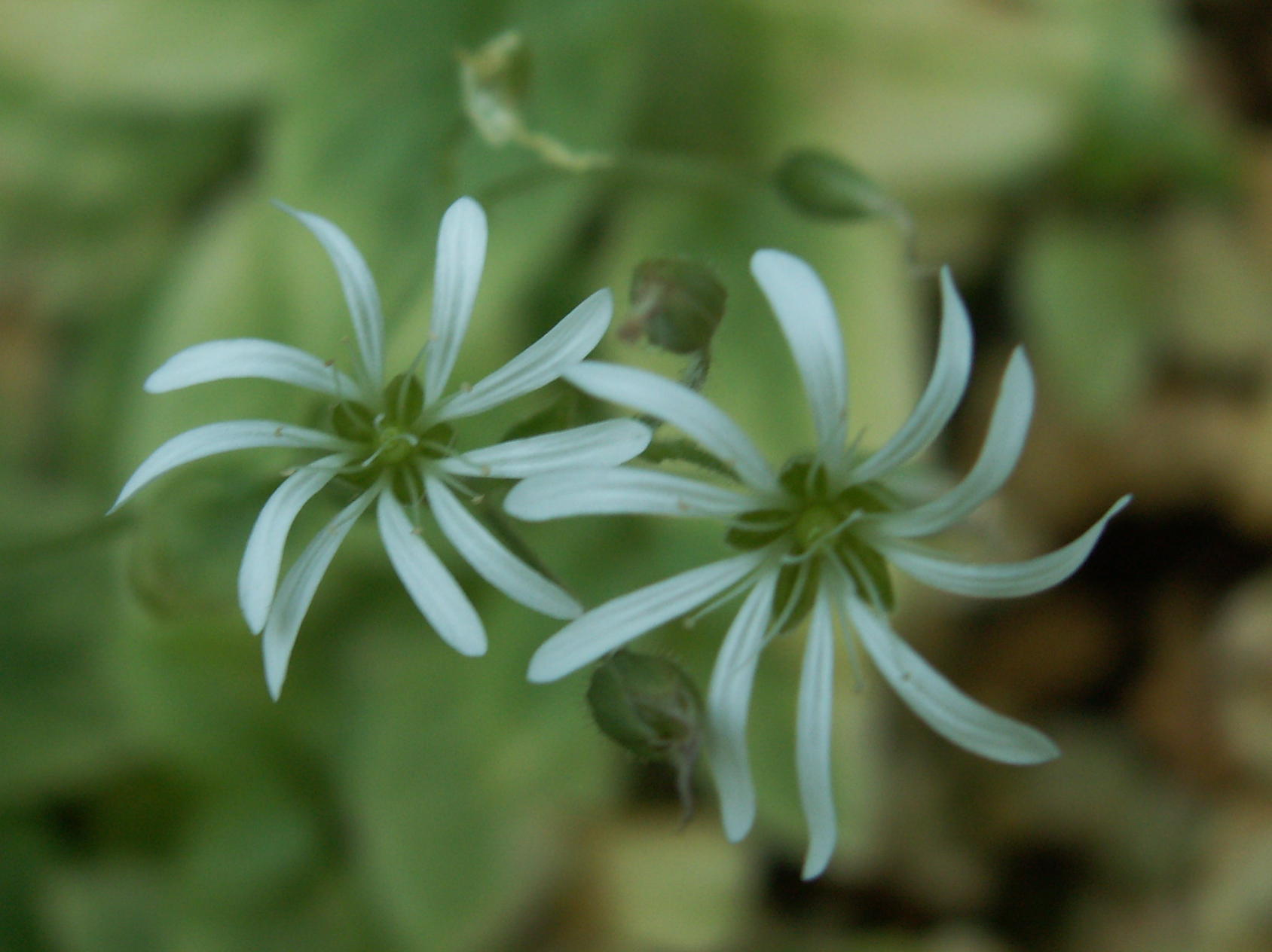
Stellaire des bois

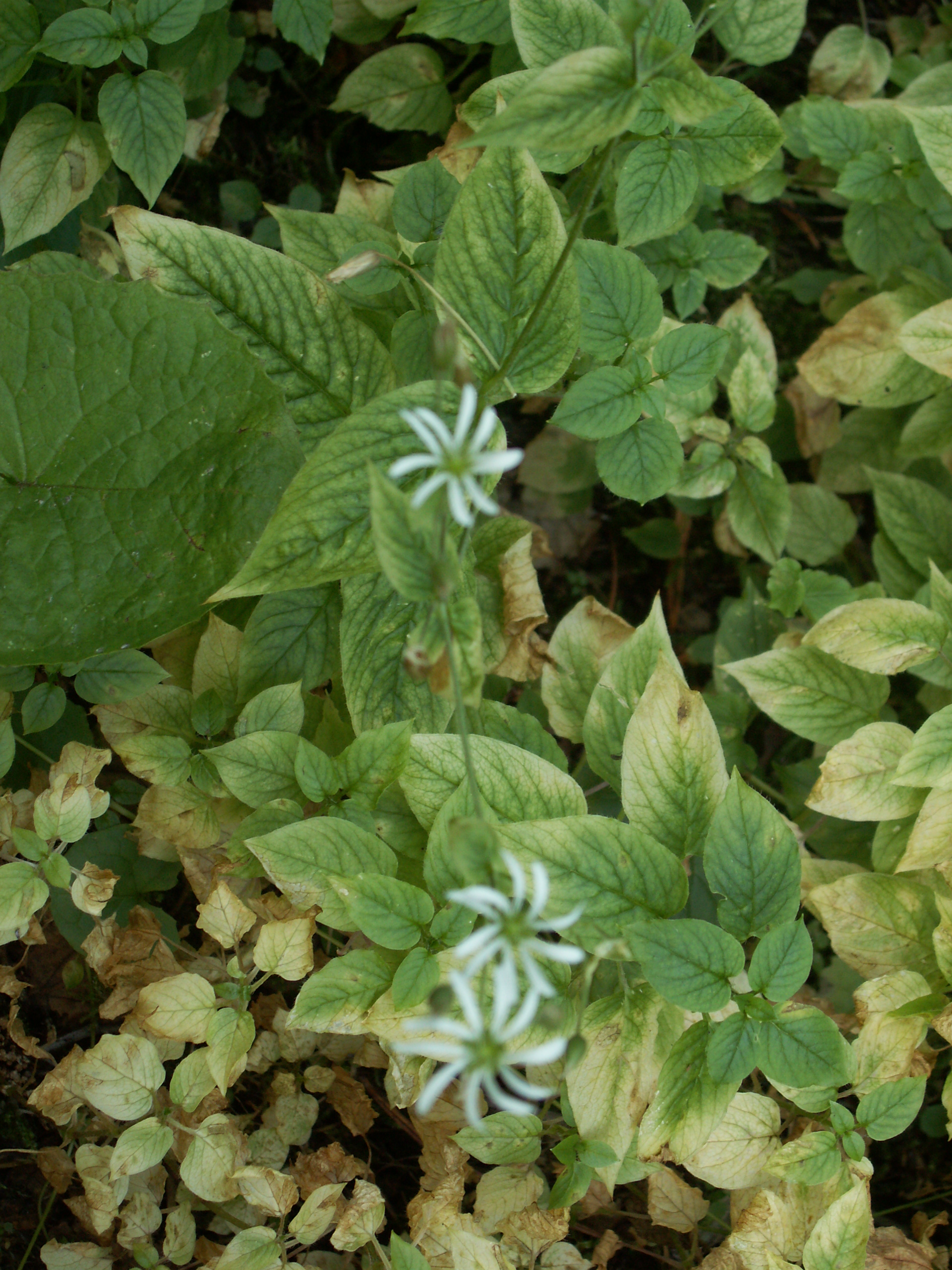
Stellaire des bois

- Fleur : 5 sépales, 5 pétales profondément divisés, 3 styles
- Période de floraison : mai à juillet
- Formation biologique : Hémicryptophyte
- Zone d'habitat : Forêts et coupes forestières, sur des sols frais à humides, berges des ruisseaux et des rivières
- Pollinisation : Entomophile
- Dissémination : Barochore
- Type de fruit : Capsule

## Source
- Nouvelle Flore de la Belgique, du Grand-Duché de Luxembourg, du Nord de la France et des régions voisines (6e édition, 2012) p. 130. (Édition du Jardin Botanique national de Belgique)  (ISBN 90-72619-88-9)

## Espèce ressemblante
- Myosoton aquaticum : la Stellaire aquatique ou le Céraiste aquatique.

## Galerie

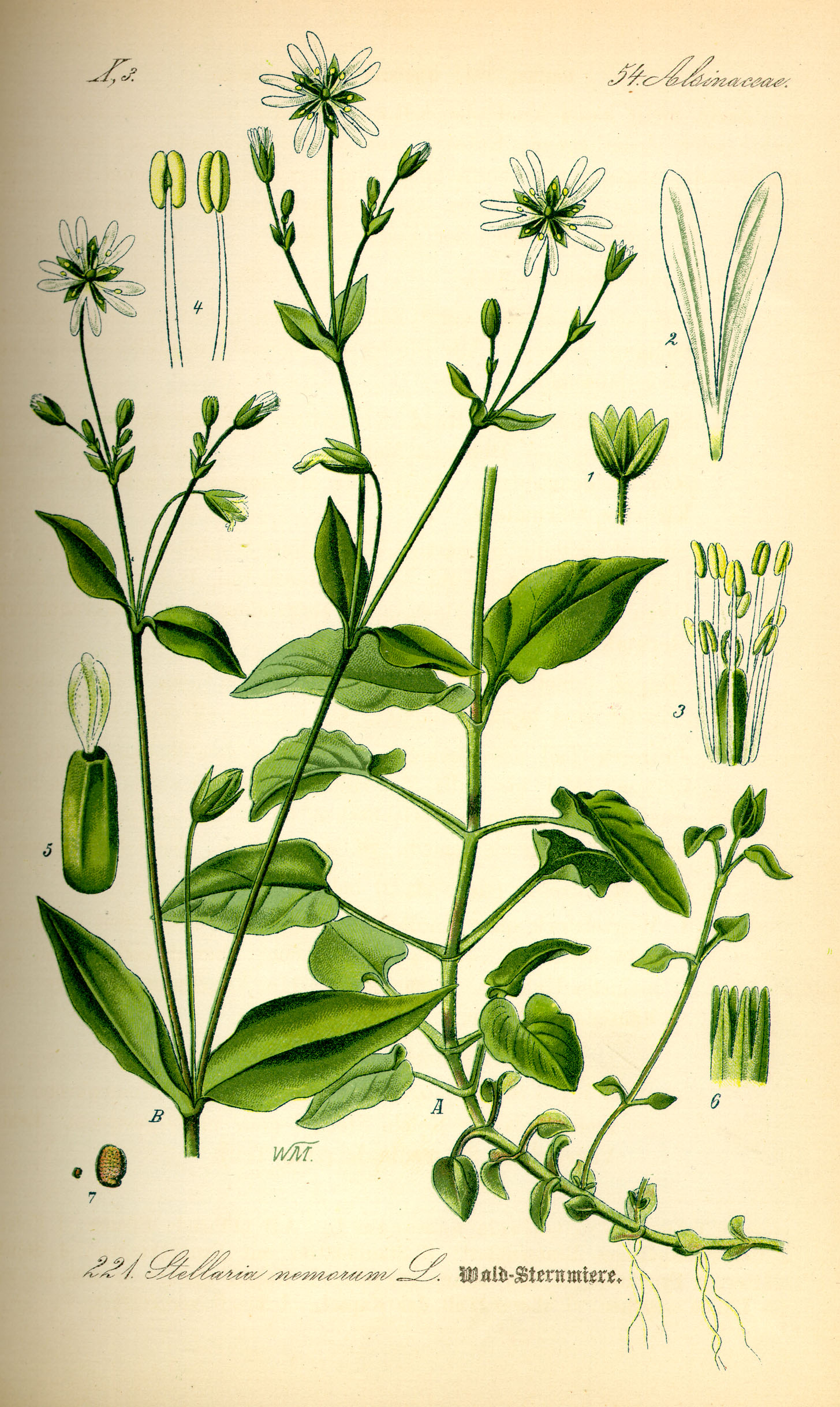
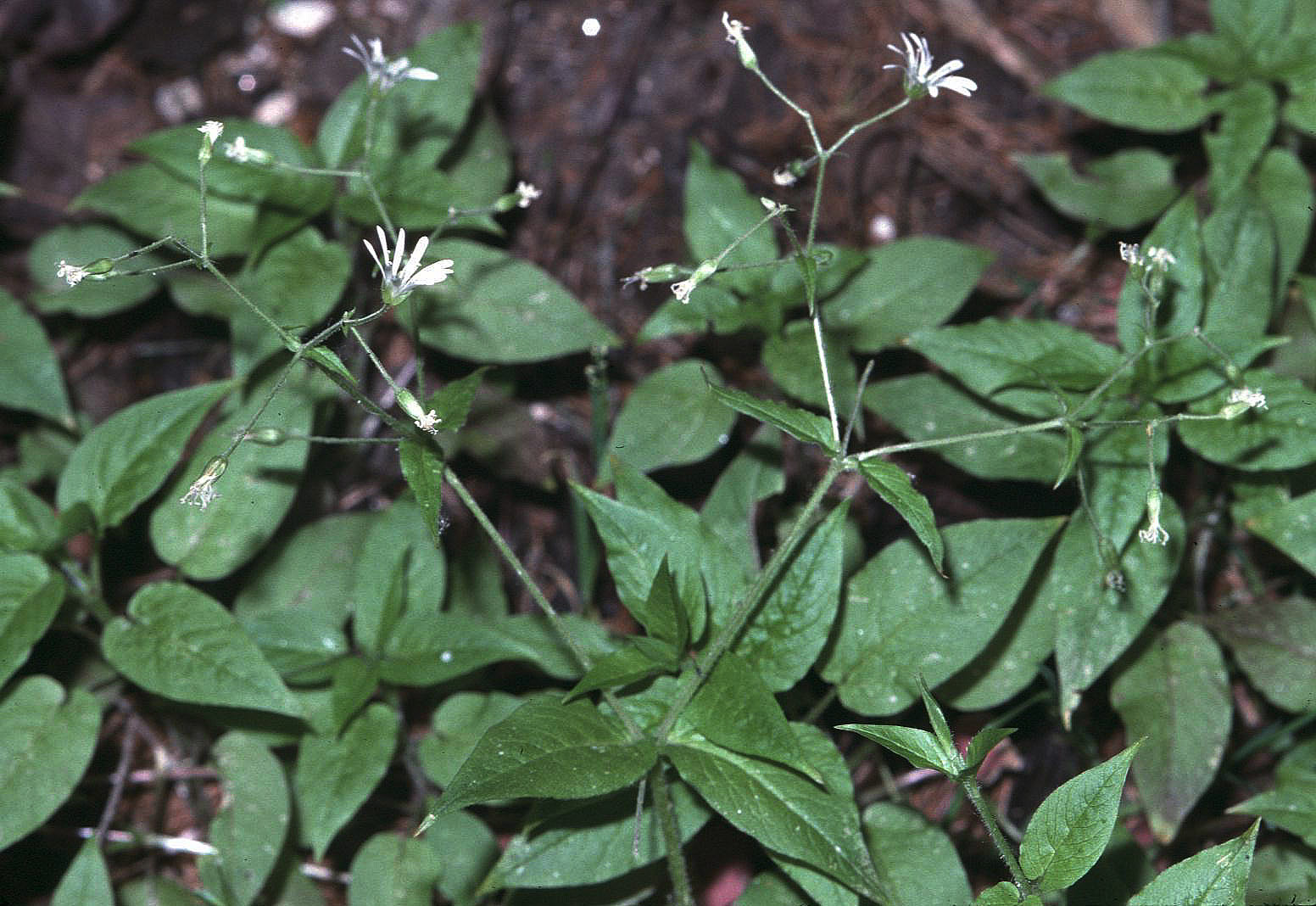